# Stefan Stablewski
Stefan Florian Juliusz Stablewski herbu Oksza (ur. 9 listopada 1895 w Ceradzu Dolnym, zm. 28 listopada 1985 w Warszawie) – rotmistrz dyplomowany Wojska Polskiego, kawaler Orderu Virtuti Militari, rolnik, powstaniec wielkopolski.

## Życiorys
Urodził się 9 listopada 1895 w Ceradzu Dolnym, w ówczesnym powiecie szamotulskim Prowincji Poznańskiej, w rodzinie Karola (1855–1941) i Anny de Mylo (1854–1923).
Z dniem 1 listopada 1925 został przydzielony do Wyższej Szkoły Wojennej w Warszawie, w charakterze słuchacza Kursu 1925/27. W 1926 spadł z konia i doznał urazu kręgosłupa, leczył się przez rok. 12 kwietnia 1927 prezydent RP nadał mu stopień rotmistrza z dniem 1 stycznia 1927 i 26. lokatą w korpusie oficerów kawalerii. W listopadzie 1927 został przesunięty z II rocznika Kursu 1925/27 na II rocznik Kursu 1926/28 Wyższej Szkoły Wojennej. Z dniem 31 października 1928, po ukończeniu kursu i otrzymaniu dyplomu naukowego oficera Sztabu Generalnego, został przydzielony do Wojskowego Instytutu Naukowo-Wydawniczego w Warszawie. Z dniem 31 maja 1932 został przeniesiony w stan spoczynku w związku ze stwierdzeniem przez komisję superrewizyjną utraty zdolności fizycznej.
Dostał się do niemieckiej niewoli. Przebywał w Oflagu II C Woldenberg .
Zmarł 28 listopada 1985 w Warszawie. Został pochowany w grobowcu Enochów na Cmentarzu Powązkowskim w Warszawie. Później ekshumowany i przeniesiony do krypty rodzinnej w kościele św. Stanisława Biskupa i Męczennika w Ceradzu Kościelnym.
26 sierpnia 1926 ożenił się z Anną z Wodzickich (1902–1963), malarką, z którą miał syna Karola (1929–1990) i córkę Renatę (1930–1991).

## Ordery i odznaczenia
- Krzyż Srebrny Orderu Wojskowego Virtuti Militari nr 3352 – 30 czerwca 1921[13][2][14][15]
- Krzyż Kawalerski Orderu Odrodzenia Polski[4]
- Krzyż Walecznych dwukrotnie[16][17]
- Medal Pamiątkowy za Wojnę 1918–1921[16]
- Medal Dziesięciolecia Odzyskanej Niepodległości[16]
- Wielkopolski Krzyż Powstańczy – 19 grudnia 1974[18]
- Krzyż Żelazny II klasy[4]